# 瓦西里·约尔加
瓦西里·约尔加（羅馬尼亞語：Vasile Iorga，1945年2月19日—2003年4月），罗马尼亚男子摔跤运动员。他曾代表罗马尼亚参加1972年和1976年夏季奥林匹克运动会摔跤比赛，其中1972年奥运会获得一枚铜牌。